# Onderbanken
Onderbanken este o comună în provincia Limburg, Țările de Jos. 

## Localități componente
Bingelrade, Douvergenhout, Etzenrade, Jabeek, Merkelbeek, Op den Hering, Quabeek, Raath, Schinveld, Viel.